# Project Bluebook - Decade of Endeavour
Project Bluebook - Decade of Endeavour è il sesto album dei The 3rd and the Mortal, pubblicato nel 2005.
Contiene 2 brani inediti registrati in studio seguiti da 5 brani già pubblicati e riarrangiati per un'esibizione dal vivo con 2 cantanti, Kristi Huke e Andreas Elvenes.

## Tracce
1. Drone – 5:16
2. Chain – 5:31
3. Stalker (dal vivo) – 12:35
4. The City (dal vivo) – 5:13
5. Sort of Invisible (dal vivo) – 4:30
6. Autophomea/Improv (dal vivo) – 11:42
7. Simple Man (dal vivo) – 11:14

## Formazione
- Rune Hoemsnes - batteria, percussioni
- Finn Olav Holthe - chitarra, tastiere, campionatore
- Geir Nilsen - chitarra, tastiere
- Trond Engum - chitarra

### Ospiti
- Kirsti Huke - voce
- Andreas Elvenes - voce